# Gonzalo Prieto Gándara
Gonzalo Prieto Gándara (16 de junio de 1924- 2008) fue un abogado y político chileno. Trabajó en el «Departamento Jurídico» de la Subsecretaría de Marina, sirvió a la Marina durante treinta años y fue también abogado de la empresa estatal Astilleros y Maestranzas de la Armada (ASMAR). Durante la dictadura militar del general Augusto Pinochet, ejerció como ministro de Justicia, desde 1973 hasta 1974. Militó en el Partido Demócrata Cristiano (PDC), hasta que luego de aceptar dicho cargo ministerial debió renunciar al partido.

## Familia
Sus padres fueron Florencio Antonio Horacio Vio Agüero un antiguo oficial de la Armada, y María Mercedes Valdivieso Valdivieso. Se casó con Eliana Rosas Pfingsthorn, con quien tuvo una hija, Magdalena.

## Ministro de Justicia
Fue junto a José Navarro Tobar (en la cartera de Educación Pública), los únicos civiles que integraron el primer gabinete de la Junta Militar de Gobierno establecida tras el golpe de Estado, el 12 de septiembre de 1973.
Prieto Gándara era partidario de hacer un plebiscito en 1975, bajar los niveles de discrepancia con el PDC y con la iglesia católica, y "si bien no se produjo ese deseado acercamiento, tampoco hubo confrontación ni ruptura", comentó a El Mercurio.